# Peter Pan (musical 1950)
Peter Pan è un adattamento musicale del 1950 dell'opera teatrale del 1904 di J. M. Barrie Peter Pan, il bambino che non voleva crescere con musiche e testi di Leonard Bernstein; uscì a Broadway il 24 aprile 1950. Questa versione vedeva Jean Arthur nei panni di Peter Pan, Boris Karloff nel doppio ruolo di George Darling e Capitan Uncino e Marcia Henderson nei panni di Wendy. Lo spettacolo è stato orchestrato da Trude Rittmann e Hershy Kay e diretto da Benjamin Steinberg. Lo spettacolo durò 321 spettacoli, chiudendo il 27 gennaio 1951.

## Storia
La produzione era inizialmente intesa come un musical in piena regola, con Bernstein che componeva una partitura completa, ma fu messa in scena con solo cinque canzoni: "Who Am I?", "Pirate's Song", "Plank Round", "Build My House "e" Peter Peter ", per adattarsi alla limitata gamma vocale degli interpreti principali.
Nel 1998 il direttore d'orchestra Alexander Frey iniziò a ricercare se potesse esistere più materiale che Bernstein avesse composto per Peter Pan. Nel corso dei sette anni successivi, in considerazione dei suoi impegni, scoprì e restaurò quasi un'ora di musica inedita, gran parte del materiale trovato (e non ancora orchestrato) negli archivi dei manoscritti del compositore. Le canzoni restaurate includevano "Captain Hook Soliloquy" e "Dream With Me", così come altro materiale cantato, musica da ballo e intermezzi orchestrali. La registrazione in anteprima mondiale della partitura completa di Bernstein è stata pubblicata su CD nel 2005, diretta da Alexander Frey, con la star di Broadway Linda Eder nel ruolo di Wendy Darling e l'acclamato baritono Daniel Narducci nei panni di Capitan Uncino, sull'etichetta Koch International Classics.
Nel settembre 2008 la prima esecuzione mondiale dell'intera partitura di Bernstein è stata eseguita in concerto con Alexander Frey alla direzione della Gulbenkian Orchestra, con dialoghi adattati dall'opera originale di J. M. Barrie da Nina Bernstein Simmons. Tre spettacoli sono stati tenuti a Cascais, in Portogallo, per un pubblico complessivo di oltre 10.000 persone ed hanno visto Geraldine James (narratore), John Sackville-West (Peter Pan), Charlotte Ellett e Rachel Nicholls (Wendy) e Nicholas Lester (Capitan Uncino).
La prima produzione teatrale dell'intera partitura di Bernstein fu data dal Santa Barbara Theatre (California) nel dicembre 2008, diretta da Albert Ihde con un'orchestra al completo sempre diretta da Alexander Frey.
Un'altra produzione si è tenuta presso il Richard B. Fisher Center for the Performing Arts nel giugno 2018, diretto da Christopher Alden.

## Numeri musicali
| Titolo della canzone            |
| ------------------------------- |
| Preludio - Atto I               |
| Chi sono?                       |
| Le lacrime di Peter             |
| Danza delle ombre               |
| Volo per Neverland              |
| Musica di volo                  |
| Preludio - Atto II              |
| Canzone dei pirati              |
| Musica del coccodrillo          |
| L'ingresso di Wendy             |
| Costruisci la mia casa          |
| Cambio di scena                 |
| L'Isola che non c'è             |
| Canzone del pirata (Reprise)    |
| Lotta alla laguna               |
| Cambio di scena                 |
| Peter Peter                     |
| Combattimento indiano-pirata    |
| Veleno di Hook                  |
| Tinker Bell Sick- Tink Lives!   |
| Il soliloquio di Capitan Uncino |
| Preludio - Atto III             |
| Danza dell'equipaggio           |
| Tavola rotonda                  |
| Combattimento                   |
| Cambio di scena                 |
| Sogna con me                    |
| Sottolineare                    |
| Cambio di scena                 |